# چیبیلیا
چیبیلیا (به لاتین: Chibilya) یک منطقهٔ مسکونی در روسیه است که در جمهوری آلتای واقع شده‌است.